# 孔笙
孔笙（1960年—），男，山东人，中华人民共和国导演。2015年获中国电视剧飞天奖优秀导演荣誉。

## 生平
中文系毕业，曾担任杂志编辑，摄影，后转为导演。1990年，孔笙在张新建、刘子云执导的《孔子》 中担任摄影助理。1991年，开始担当主摄像工作，先后拍摄了电视剧《情系满洲里》、《杀人街的故事》、《白眉大侠》、《孔繁森》、《红十字方队》、《孙子兵法与三十六计》、《阿里山的女儿》、《海上圣火》等多部作品。此外他还担任多部作品中剪辑职务，并凭借《阿里山的女儿》获得了中国电视“金鹰奖”最佳剪辑单项奖。
1996年，孔笙首次独立担当导演拍摄了描述中国基层公安干警一心为民的电视剧《民警程广全》。之后他担任山东电影电视剧制作中心导演。1998年，孔笙与孙波联合执导的刑侦情感剧《警方110》获得中国电视“金鹰奖”中篇一等奖。同年，他在拍摄电视剧《海上圣火》时，成功运用了电影摄影的技术和艺术手段，并因此获得了中国电视剧飞天奖优秀摄影奖。2001年12月，担任导演、摄像拍摄了电视纪录片《未被审判》。2004年，独立执导电视电影《狩猎者》；同年，拍摄《前门楼子九丈九》。2006年，他与张新建联合执导《闯关东》。该剧作为2008年中央一台开年大戏，一经播出，获得很好声誉；在第七届中国金鹰电视艺术节上获得七项大奖。
2012年5月，孔笙执导的《父母爱情》在京开拍；同年接连与张开宙联合执导《战长沙》、与李雪联合导演《温州一家人》。2013年，他再次与李雪合作，执导《北平无战事》。2014年，他们再次执导古装剧《琅琊榜》。2015年8月，与简川訸联合执导《欢乐颂》。同年12月，在第30届飞天奖中以《北平无战事》、《琅琊榜》、《父母爱情》三部高质量作品获得优秀导演奖。2016年，与周游、孙墨龙联合执导网络季播剧《鬼吹燈之精絶古城》。

## 作品列表
| 首播年份 | 剧名                         | 主演                                 |
| 1998     | 《阿里山的女儿》             | 张小磊                               |
| 1998     | 《警方110》                  | 赵恒煊、陈炜、刘继忠                 |
| 2000     | 《百集聊斋之人鬼情缘》       | 刘敏涛、刘奕君、张子健               |
| 2000     | 《孙子兵法与三十六计》       | 仇永力、杨洪武、张小磊、顾红蔚       |
| 2000     | 《浪漫之旅》                 | 刘奕君、张龄心、孙莉、刘牧           |
| 2001     | 《同学，你好！》             | 林佳妮、曹苑、王超莹、陈嫣嫣         |
| 2003     | 《未被审判》                 |                                      |
| 2004     | 《前门楼子九丈九》           | 刘敏涛、李成儒、于震                 |
| 2005     | 《狩猎者》                   |                                      |
| 2005     | 《接力追凶》                 | 丁霄汉、李乃文、唐旭、万丽伟、王文杰 |
| 2005     | 《茶马古道》                 | 王诗槐、王奎荣、戴娇倩、刘冠成       |
| 2007     | 《明宫谜案》                 | 张晨光、萧蔷、高鑫、刘燕燕           |
| 2007     | 《法官老张轶事之告状记》     | 王永泉、齐奎、国歌、刘仁波           |
| 2007     | 《绝密押运》                 | 李晨、王斑、刘奕君、赵子惠           |
| 2008     | 《极限救援》                 | 李晨、谢园、齐奎、国歌、苗芳         |
| 2008     | 《闯关东》                   | 李幼斌、萨日娜、宋佳、牛莉、马恩然   |
| 2008     | 《法官老张轶事之阳光与土地》 | 王永泉                               |
| 2008     | 《爱情句号》                 | 刘蓓、梁静、丁勇岱                   |
| 2009     | 《生死线》                   | 张译、廖凡、李晨、杨烁、吕夏         |
| 2009     | 《法官老张轶事之倔萝卜》     | 王永泉                               |
| 2011     | 《风车》                     | 李晨、杨立新、霍思燕、宋佳           |
| 2011     | 《北川重生》                 | 董勇、刘敏涛、高鑫、祖峰、孙敏       |
| 2011     | 《钢铁年代》                 | 陈宝国、冯远征、姜鸿波               |
| 2012     | 《温州一家人》               | 李立群、迟蓬、张译、殷桃             |
| 2012     | 《我和我的伙伴》             | 宁文彤、陈雅希、祖峰                 |
| 2013     | 《山东好人》                 | 黄渤、倪萍、孙淳、王静、巫刚、陈谨   |
| 2014     | 《北平无战事》               | 刘烨、陈宝国、焦晃、倪大红           |
| 2014     | 《战长沙》                   | 霍建华、杨紫、左小青、任程伟         |
| 2014     | 《父母爱情》                 | 郭涛、梅婷、王菁华、郭广平           |
| 2015     | 《温州两家人》               | 郭涛、任程伟、袁咏仪、陈丽娜         |
| 2015     | 《瑯琊榜》                   | 胡歌、刘涛、王凯、陈龙、黄维德       |
| 2016     | 《鬼吹灯之精绝古城》         | 靳东、陈乔恩、赵达、岳旸、王永泉     |
| 2016     | 《欢乐颂》                   | 刘涛、蒋欣、王子文、杨紫、乔欣       |
| 2017     | 《瑯琊榜之风起长林》         | 黄晓明、刘昊然、佟丽娅、张慧雯       |
| 2018     | 《大江大河》                 | 王凯、杨烁、董子健                   |
| 2020     | 《山海情》                   | 黃軒、张嘉译、热依扎                 |
| 2022     | 《縣委大院》                 | 胡歌、吴越、张新成                   |
| 待拍     | 《命运谷之决胜宜昌》         |                                      |
| 待拍     | 《境外组》                   |                                      |
| 待拍     | 《瑯琊榜3》                  |                                      |
| 待拍     | 《得閑謹制》                 | 肖戰                                 |

## 奖项

### 导演奖项
| 年份    | 颁奖典礼                 | 奖项                     | 作品                                     | 角色 | 结果 |
| ------- | ------------------------ | ------------------------ | ---------------------------------------- | ---- | ---- |
| 2021-12 | 第32届华鼎奖             | 中国百强电视剧最佳导演奖 | 《山海情》                               | 导演 | 提名 |
| 2021-06 | 第27届上海电视节白玉兰奖 | 最佳导演奖               | 《山海情》                               | 导演 | 提名 |
| 2020-10 | 第30届中国电视金鹰奖     | 最佳导演奖               | 《大江大河》                             | 导演 | 獲獎 |
| 2020-09 | 第32屆中國電視劇飛天獎   | 优秀导演奖               | 《大江大河》                             | 导演 | 提名 |
| 2019-06 | 第25届上海电视节白玉兰奖 | 最佳导演奖               | 《大江大河》                             | 导演 | 獲獎 |
| 2018-06 | 第24届上海电视节白玉兰奖 | 最佳导演奖               | 《琅琊榜之风起长林》                     | 导演 | 提名 |
| 2017-05 | 第23届上海电视节白玉兰奖 | 最佳导演奖               | 《欢乐颂》                               | 导演 | 提名 |
| 2016-11 | 第3届亚洲彩虹奖          | 最佳电视剧导演奖         | 《琅琊榜》                               | 导演 | 提名 |
| 2016-06 | 第22届上海电视节白玉兰奖 | 最佳导演奖               | 《琅琊榜》                               | 导演 | 獲獎 |
| 2016-05 | 第18届华鼎奖             | 中国百强电视剧最佳导演奖 | 《琅琊榜》                               | 导演 | 提名 |
| 2015-12 | 2015国剧盛典             | 观众最喜爱的导演         | 《琅琊榜》                               | 导演 | 獲獎 |
| 2015-12 | 第30届中国电视剧飞天奖   | 优秀导演奖               | 《父母爱情》、《北平无战事》、《琅琊榜》 | 导演 | 獲獎 |
| 2015-06 | 第21届上海电视节白玉兰奖 | 最佳导演奖               | 《北平无战事》                           | 导演 | 提名 |
| 2014-12 | 2014国剧盛典             | 观众喜爱的导演           | 《北平无战事》                           | 导演 | 獲獎 |
| 2014-06 | 第20届上海电视节白玉兰奖 | 最佳导演奖               | 《父母爱情》                             | 导演 | 提名 |
| 2013-12 | 第29届中国电视剧飞天奖   | 优秀导演奖               | 《温州一家人》                           | 导演 | 提名 |
| 2013-06 | 第19届上海电视节白玉兰奖 | 最佳导演奖               | 《温州一家人》                           | 导演 | 獲獎 |